# Xã Ernest, Quận Dade, Missouri
Xã Ernest (tiếng Anh: Ernest Township) là một xã thuộc quận Dade, tiểu bang Missouri, Hoa Kỳ. Năm 2010, dân số của xã này là 131 người.